# 奧爾良王朝
奧爾良王朝（法語：Maison d'Orléans），是波旁王朝的一個分支，由法國國王路易十四的弟弟奧爾良公爵菲利普一世創建。1830年七月革命後，奧爾良王朝成為法蘭西王國的統治王室，前任波旁王朝國王查理十世被奧爾良第六代公爵路易·菲利普三世取代，即路易-菲利普一世。在他在位期間，法國的政體又被稱為「七月王朝」。1848年的二月革命使路易-菲利普一世退位，因此路易-菲利普一世是唯一成為國王的奧爾良王朝成員。
路易-菲利普一世以君主立憲制的身份進行統治，頭銜稱為「法國人的國王」，而不是過往的「法國國王」。路易-菲利普於革命後退位給他9歲的孫子巴黎伯爵菲利普·奧爾良，但由於法蘭西第二共和國的建立而沒有繼位。長大後的菲利普·奧爾良接受了無子嗣的正統派（波旁王朝）覬覦者的王位權利，從而有可能聯合法國保皇黨支持單一候選人。但路易十四直系家族的最後一位男性尚博伯爵亨利拒絕接受法國三色旗作為復闢君主制下的法國國旗，這對他的候選人資格構成了不可逾越的障礙。
儘管奧爾良王朝在三色旗下統治（波拿巴王朝的法蘭西第二帝國）時沒有反對，但這次奧爾良王子並沒有放棄他們王朝領袖的事業，尋求將自己作為替代候選人。當亨利去世，奧爾良家族可以自由地重新宣稱他們的王位時已經太遲了，法國已經成為堅定的共和政體（法蘭西第三共和國）。自1848年以來，法國既沒有波旁王朝君主，也沒有奧爾良王朝君主。

## 奧爾良公爵
- 菲利普一世，1661年至1701年在位
- 菲利普二世，1701年至1723年在位
- 路易，1723年至1752年在位
- 路易-菲利普一世，1752年至1785年在位
- 路易-菲利普二世，1785年至1793年在位
- 路易-菲利普三世，1793年至1830年在位
- 斐迪南·菲利普，1830年至1842年在位